# Панголін велетенський
Smutsia gigantea (Панґолін велетенський) — вид панголінів, дискретно розподіленого у вологих лісах в Західній і Центральній Африці. В основному солітарний, нічний вид. Проживає в низинних вологих тропічних і болотистих лісах, і в мозаїці з лісового саванового й культивованого місць проживання. Зустрічається також в деяких районах нагір'я, де ґрунти придатні для копання. Харчується мурашками, термітами та іншими комахами. Наземний вид, тварини проводять денний час відпочинку під купами рослинних решток, у гущавинах, під коріннями дерев, що впали, у частково відкритих термітниках, або в норах. Самиці народжують одне дитинча.

## Загрози та охорона
Як і інші панґоліни, цей вид широко експлуатується для м'яса і народної медицини. Незаконна торгівля панголінами є надзвичайно прибутковим бізнесом. За даними Альянсу дикої природи, вартість кілограма тушки панголіна досягла колосальних 200 доларів у 2011 році. Присутній у багатьох природоохоронних територіях.

## Виноски
1. ↑  Станіславівський Натураліст
2. 1 2  Nixon S., Pietersen D., Challender D., Hoffmann M., Godwill Ichu I., Bruce T., Ingram D.J., Matthews N., Shirley M.H. (2019). Smutsia gigantea. The IUCN. Процитовано 02.05.2020. (англ.)
3. ↑  Скорочення популяції панголінів (укр) . Архів оригіналу за 26 лютого 2018.